# Florian Faust
Florian Faust (* 1964 in Regensburg) ist ein deutscher Rechtswissenschaftler und Inhaber des Lehrstuhls für Bürgerliches Recht, Handels- und Wirtschaftsrecht und Rechtsvergleichung an der Bucerius Law School in Hamburg. Er studierte an den Universitäten Regensburg und Genf. Nach dem ersten Staatsexamen 1989 erwarb er 1991 einen Master of Laws an der University of Michigan.
Ab 1989 war er Wissenschaftlicher Mitarbeiter an der Universität Regensburg bei Ingo Koller. 1993 legte er das zweite Staatsexamen ab. 1996 wurde Florian Faust mit einer Arbeit über „Die Vorhersehbarkeit des Schadens gemäß Art. 74 Satz 2 UN-Kaufrecht (CISG)“ promoviert. 2001 habilitierte er sich mit einer Arbeit über „Täuschung durch falsche Information vor Vertragsschluss – Prävention und Kompensation im Bürgerlichen Recht und Wirtschaftsrecht“. 
Nach einer zweisemestrigen Lehrstuhlvertretung an der Universität zu Köln wurde er 2002 an die Bucerius Law School berufen. Seine Forschungsschwerpunkte liegen im Vertragsrecht, im Handels- und Wettbewerbsrecht und in der ökonomischen Analyse des Rechts. Faust kommentiert im Bamberger/Roth, im Anwaltkommentar und im juris-Praxiskommentar BGB. Einen Ruf an die Universität Regensburg lehnte er ab.

## Schriften (Auswahl)
- mit Peter Huber: Schuldrechtsmodernisierung – Einführung in das neue Recht. 2. Auflage. Beck, München 2002, ISBN 3832926747.
- Bürgerliches Gesetzbuch Allgemeiner Teil. 9. Auflage. Nomos, Baden-Baden 2024, ISBN 978-3-7489-4026-5.